# Junta d'Estat (1705)
La Junta d'Estat fou una junta de govern, creada temporalment per l'arxiduc Carles III tot just entrà a Barcelona, després del setge de l'any 1705.
El 18 de setembre de 1705, durant el referit setge de Barcelona, l'Arxiduc havia creat la Junta de Cavallers i la Junta Eclesiàstica, amb la finalitat d'assessorar i assistir al monarca en la governança de Catalunya.
Poc després, el dia 28 d'octubre del mateix any, en els primers dies després d'entrar i establir-se a Barcelona, l'Arxiduc creà la Junta d'Estat, amb la mateixa finalitat d'assistir-lo en el govern del Principat, que quedà composta per:
- Manuel de Sentjust i Pexau, canonge de Tortosa
- Bonaventura de Lanuza, canonge de Tarragona
- Francesc Blanes de Centelles
- Josep de Pinós
- Pere Torrelles
- Josep Terré Marquet
- Joan Baptista Reverter